# イェスパー・トフト
イェスパー・トフト（デンマーク語: Jesper Toft、1999年2月24日 - ）は、デンマークの男子バドミントン選手。身長2m。

## 経歴
男子ダブルスではアンドレアス・ソンダーガードとペアを組む。
2024年のヨーロッパ選手権の男子ダブルスで準優勝。
同年から混合ダブルスではアマリー・マゲルンドとペアを組む。
カナダ・オープンでは、決勝で同胞エースのマシアス・クリスティアンセン / アレクサンドラ・ボイエを破って優勝。自身初のBWFワールドツアー上位タイトル獲得となった。